# Minte colectivă (științifico-fantastic)
În științifico-fantastic, o minte colectivă (minte de grup sau minte de stup) este o temă în care minți multiple sau conștiințe sunt legate într-o singură conștiință sau inteligență colectivă. Prima societate extraterestră cu o minte de grup (sau de stup)  a fost descrisă în Primii oameni în Lună (1901) de H. G. Wells, în timp ce o minte umană de stup în literatură apare probabil prima dată în The Human Termites de David H. Keller (povestire publicată în Wonder Stories în 1929) și în romanul științifico-fantastic al lui Olaf Stapledon, Last and First Men (1930), în care apare prima utilizare cunoscută a termenului „minte de grup” (group mind) în științifico-fantastic. Folosirea expresiei „minte de stup” (hive mind), totuși, a fost înregistrată pentru prima dată în 1943 în apicultură și prima sa utilizare cunoscută în științifico-fantastic a fost în  Second Night of Summer de James H. Schmitz (1950). O minte de grup poate fi formată prin orice dispozitiv fictiv care facilitează comunicarea dintre creier, cum ar fi telepatia.
Termenul minte de grup poate fi folosit interschimbabil cu minte de stup. O minte de stup tinde să descrie o minte de grup în care indivizii legați nu au identitate sau liber arbitru și sunt posedați sau controlați de minte ca extensii ale minții stupului. Este frecvent asociat cu conceptul de entitate care se răspândește printre indivizi și suprimă sau subsumează conștiința acestora în procesul de integrare a acestora în propria sa conștiință colectivă. Conceptul minte de grup sau de stup este o versiune inteligentă a superorganismelor din viața reală, cum ar fi un stup sau o colonie de furnici sau de albine.
Unele minți de stup conțin membri care sunt controlați de un „creier de stup” centralizat sau de „regina stupului”, în timp ce altele au o abordare descentralizată în care membrii interacționează în mod egal sau aproximativ egal pentru a lua decizii. Mințile de stup sunt de obicei privite într-o lumină negativă, în special în lucrările anterioare, deși unele lucrări mai noi le prezintă ca neutre sau pozitive.

## Exemple

### Literatură
- Formicii din Jocul lui Ender de Orson Scott Card
- Tauranii din Războiul etern de Joe Haldeman
- Gândacii din Infanteria stelară de Robert A. Heinlein
- Copiii din The Midwich Cuckoos de John Wyndham

### Filme
- Xenomorfii din franciza Alien
- Orașul întunecat (film din 1998)

Străinii din filmul Dark City reprezintă un grup de extratereștri care experimentează pe oameni în căutarea sufletului. Deși fiecare Străin pare a fi un individ, ei își pot combina puterile psihocinetice pentru a lucra cu Mașina întregului oraș, au un set de memorii-stup și au o bibliotecă de amintiri umane pe care medicul lor le poate combina pentru a crea o nouă memorie. Scopul Străinilor este de a obține individualitatea umană.
- Orașul celor blestemați (1960), film bazat pe The Midwich Cuckoos
- Orașul celor blestemați (1995), film  bazat pe The Midwich Cuckoos

### Televiziune
- Replicator (Stargate)
- Borg (Star Trek)
- Q (Star Trek)

### Jocuri video
- Rasa Zerg din StarCraft.
- mai multe rase din franciza Mass Effect
- în Planescape: Torment și Advanced Dungeons & Dragons, Nordom este un modron deconectat de mintea colectivă a speciei sale (modroni). Un alt membru al speciei este Mechanus sau The Clockwork Nirvana of Mechanus.